# Juan de la Cruz Ignacio Moreno y Maisanove
Juan de la Cruz Ignacio Moreno y Maisanove, španski rimskokatoliški duhovnik, škof in kardinal, * 24. november 1817, Gvatemala (Gvatemala), † 28. avgust 1884.

## Življenjepis
1. julija 1849 je prejel duhovniško posvečenje.
25. septembra 1857 je bil imenovan za škofa Ovieda; 8. decembra istega leta je prejel škofovsko posvečenje.
1. oktobra 1863 je bil imenovan za nadškofa Valladolida; škofovsko ustoličenje je potekalo 10. januarja 1864.
13. marca 1868 je bil povzdignjen v kardinala in imenovan za kardinal-duhovnika S. Maria della Pace.
5. julija 1875 je bil imenovan za nadškofa Toleda.